# بانک اسلامی پاکستان
بانک اسلامی پاکستان (انگلیسی: BankIslami Pakistan) شرکت خدمات مالی و بانکداری پاکستانی است، که در سال ۲۰۰۶ توسط جهانگیر صدیقی و با مشارکت بانک دبی (۱۸ درصد) تأسیس شد. 
شعبه مرکزی این بانک در شهر کراچی قرار دارد و بخشی از سهام آن در بازار بورس پاکستان معامله می‌شود. بانک اسلامی پاکستان هم‌اکنون مالک شبکه‌ای از ۴۰۰ شعبه در شهر می‌باشد.